# Vương cung Campuchia
Vương cung Campuchia ở thủ đô Phnôm Pênh là một tổ hợp các tòa nhà nơi Vương thất Vương quốc Campuchia được xây dựng từ hơn một thế kỷ trước để phục vụ việc ăn ở, sinh hoạt của quốc vương, gia đình quốc vương và các quan khách nước ngoài, nơi đây còn là nơi diễn ra các cuộc thiết triều, các nghi thức ngoại giao và lễ hội vương thất.
Các Vua Campuchia đã ở trong cung điện này kể từ ngày cung điện được xây dựng từ 1866, ngoại trừ có một thời kỳ gián đoạn khi đất nước này dưới quyền cai trị của Khmer Đỏ. Cung điện được khởi xây sau khi vua Norodom chuyển đô từ Oudong về Phnôm Pênh sau giữa năm 1800.

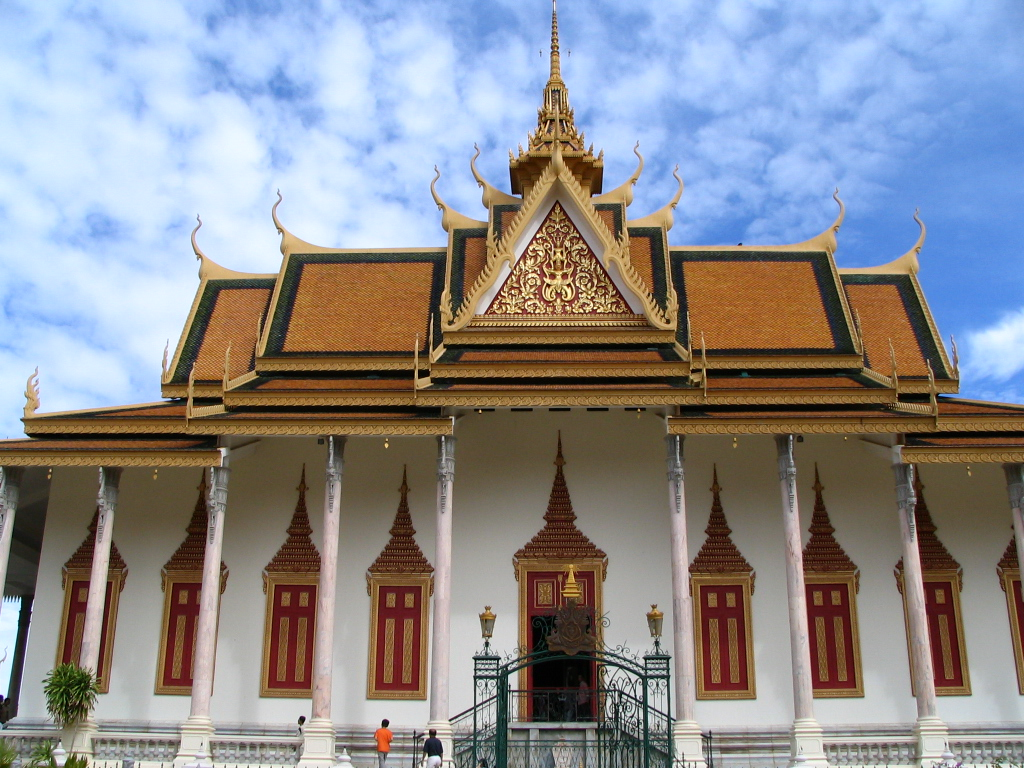
Chùa Bạc - công trình nằm trong khu vực Vương Cung

Vương Cung bao gồm một khu phức hợp các di tích bao gồm Vương cung với Chùa Bạc và sự kết hợp của rất nhiều công trình kiến trúc khác cộng với những khu vườn với rất nhiều hoa kiểng quý đã nhiều năm tuổi. Vương cung và Chùa Bạc tạo thành một quần thể kiến trúc là biểu tượng cho đất nước Campuchia. Công trình nằm quay mặt ra bờ sông thoáng mát, là một địa điểm tham quan không thể thiếu trong cuộc hành trình khám phá đất nước Campuchia.

## Vị trí
Toàn bộ công trình được xây dựng kiên cố bao gồm nhiều công trình hình tháp cao chót vót - một kiến trúc tiêu biểu của xứ sở chùa Tháp. Toàn bộ công trình được ngăn cách với con đường phía ngoài bằng một bức tường thành với hàng loạt điêu khắc. Các công trình bên trong được trang trí công phu và chăm sóc kỹ lưỡng cùng với khu vườn đầy hoa. Trừ khu vực sinh sống của Vương thất (Cung điện Khemarin), các nơi khác trong Vương Cung và Chùa Bạc được mở cửa cho du khách tham quan. Lối vào Vương Cung ở cổng trên đường Sothearos cách khoảng 100m về hướng Bắc đường 240.

## Lịch sử việc xây dựng Cung điện

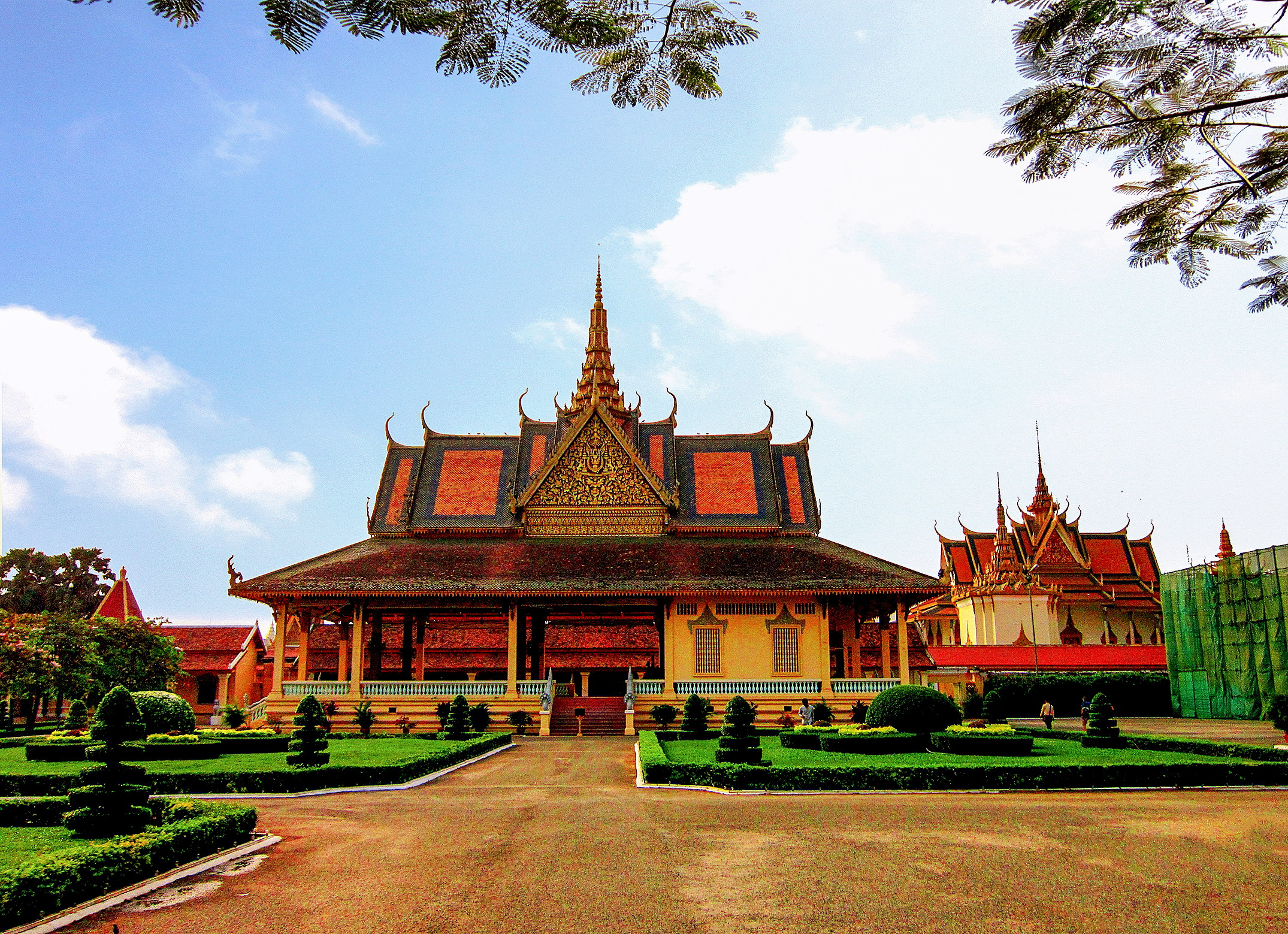
Một cung điện

### Thời kỳ vuaPonhea Yat
Vào thời kỳ Angkor, từ năm 802 cho đến đầu thế kỷ XV ,kinh đô của ngườI Khmer nằm tại phía bắc của Biển Hồ, ngày nay là tỉnh Siem Reap. Vì cuộc chiến tranh liên miên với người Thái do nằm quá gần về phía biên giới, khiến cho vương triều Angkor suy vong. Trong suốt quá trình lịch sử của mình, nhận thấy kinh đô tại Siêm Riệp là không vững bền, nhà vua Ponhea Yat đã rời bỏ kinh thành Angkor hùng mạnh để thực hiện việc dời đô về Phnôm Pênh. Lần đầu tiên Phnôm Pênh được chọn làm kinh đô vào năm 1434 (hoặc 1446) và giữ vai trò kinh đô trong một vài thập kỷ. Năm 1494 kinh đô lại chuyển tới Basan, sau đó chuyển tới Longvek rồi tới Oudong. 
Kinh đô không được dời lại Phnôm Pênh cho tới thế kỷ 19 và không có bằng chứng hay ghi nhận nào về một Vương cung ở Phnôm Pênh trước thế kỷ 19.

### Thời vuaAngchang
Năm 1813 quốc vương Ang Chang (1796-1834) đã xây dựng Banteay Kev (Cung điện Pha Lê) trên vùng đất của Vương cung ngày nay và ở đó trong thời gian rất ngắn trước khi chuyển tới Oudong. Cung điện Pha Lê bị đốt cháy trong cuộc phá hủy thành phố năm 1834 khi quân Xiêm rút lui khỏi Phnôm Pênh sau thời gian chiếm đóng. 

### Thời vuaNorodom
Mãi cho tới khi thực dân Pháp xâm lược Campuchia và ép vua Norodom (1834-1904) ký Hiệp ước bảo hộ năm 1863, thủ đô vẫn được đặt tại Oudong, khoảng 45 km về hướng đông nam Phnôm Pênh. Đầu năm 1863, một cung điện tạm thời đã được xây dựng tại vị trí cách Vương cung hiện tại khoảng vài trăm mét về hướng Bắc. Vương Cung ngày nay được thiết kế bởi kiến trúc sư Neak OkhnaTepnimith Mak và được xây dựng bởi sự bảo trợ của nước Pháp năm 1866.
Cũng trong năm đó, nhà vua rời Oudong (khoảng 45 km về hướng đông nam Phnôm Pênh) và Phnôm Pênh lại trở thành kinh đô của đất nước. Mấy thập kỷ sau đó, vài công trình kiến trúc được xây dựng thêm, một vài trong số chúng đã bị phá huỷ và xây mới, bao gồm Điện Chanchaya và Phòng khánh tiết (nơi đặt ngai vàng và là nơi thiết triều của nhà vua). Vương cung chính thức hoàn thành việc xây dựng vào năm 1871 và những bức tường bao quanh được xây năm 1873.
Cung điện hoàn toàn được xây dựng theo môtip kiến trúc truyền thống Campuchia, tuy nhiên trong quần thể kiến trúc này, có một công trình mang đậm kiến trúc châu Âu là Điện Napoleon, một món quà từ nước Pháp năm 1876.

### Thời vuaSiowath
Quốc vương Sisowath (1904-1927) tiếp tục hoàn thiện và cho xây dựng thêm rất nhiều công trình khác như Đại sảnh Phochani năm 1907, khánh thành năm 1912. Ông tiếp tục cho mở rộng Điện Chanchaya và Phòng khánh tiết vào năm 1913 - 1919. Các công trình do Siowath xây dựng trong thời gian này mang đậm phong cách kiến trúc của người Khmer phối thêm phong cách kiến trúc Tây Âu nhất là phòng khánh tiết.

### Thời vuaMonivong
Các công trình xây dựng quan trọng tiếp theo được làm vào những năm 1930, dưới thời quốc vương Monivong như xây thêm Điện thờ vương cung, Vihear Suor (1930), và phá bỏ và thay thế khu Vương cung cũ bằng khu cấm thành Khemarin (1931). Sau đó, năm 1953 xây dựng công trình độc đáo Damnak Chan dùng làm nơi làm việc của Hội đồng cao cấp của nhà vua, năm 1956 xây dựng thêm khu biệt thự Kantha Bopha sử dụng cho các vị khách nước ngoài viếng thăm vương thất.

### Thời kỳKhmer Đỏ
Từ khi diễn ra đảo chính năm 1970, khi Campuchia trở thành nước cộng hòa, trong suốt thời kỳ chế độ Khmer đỏ (Campuchia Dân chủ 1975-1979) và chế độ cộng sản của những năm 1980 đến tận năm 1993 khi nền quân chủ được lập lại, khu Vương cung có khi được sử dụng như bảo tàng hoặc bị đóng cửa. Trong thời kỳ cai trị của chế độ Khmer Đỏ, quốc vương Sihanouk và gia đình bị giam lỏng như tù nhân trong khu Vương cung. Vào giữa những năm 1990 một số toà nhà trong khu Vương cung được phục chế và tu sửa với sự trợ giúp của quốc tế.

## Mô tả
Vương cung có rất nhiều công trình trong đó, có thể kể ra một số công trình chính, đây chỉ là những công trình dành cho khách tham quan và được phép tham quan, phần các công trình khác ngoài bài viết này là phần không được phép tham quan và là khu vực dành cho vương thất không có trong bài viết này.

### Phòng khánh tiết

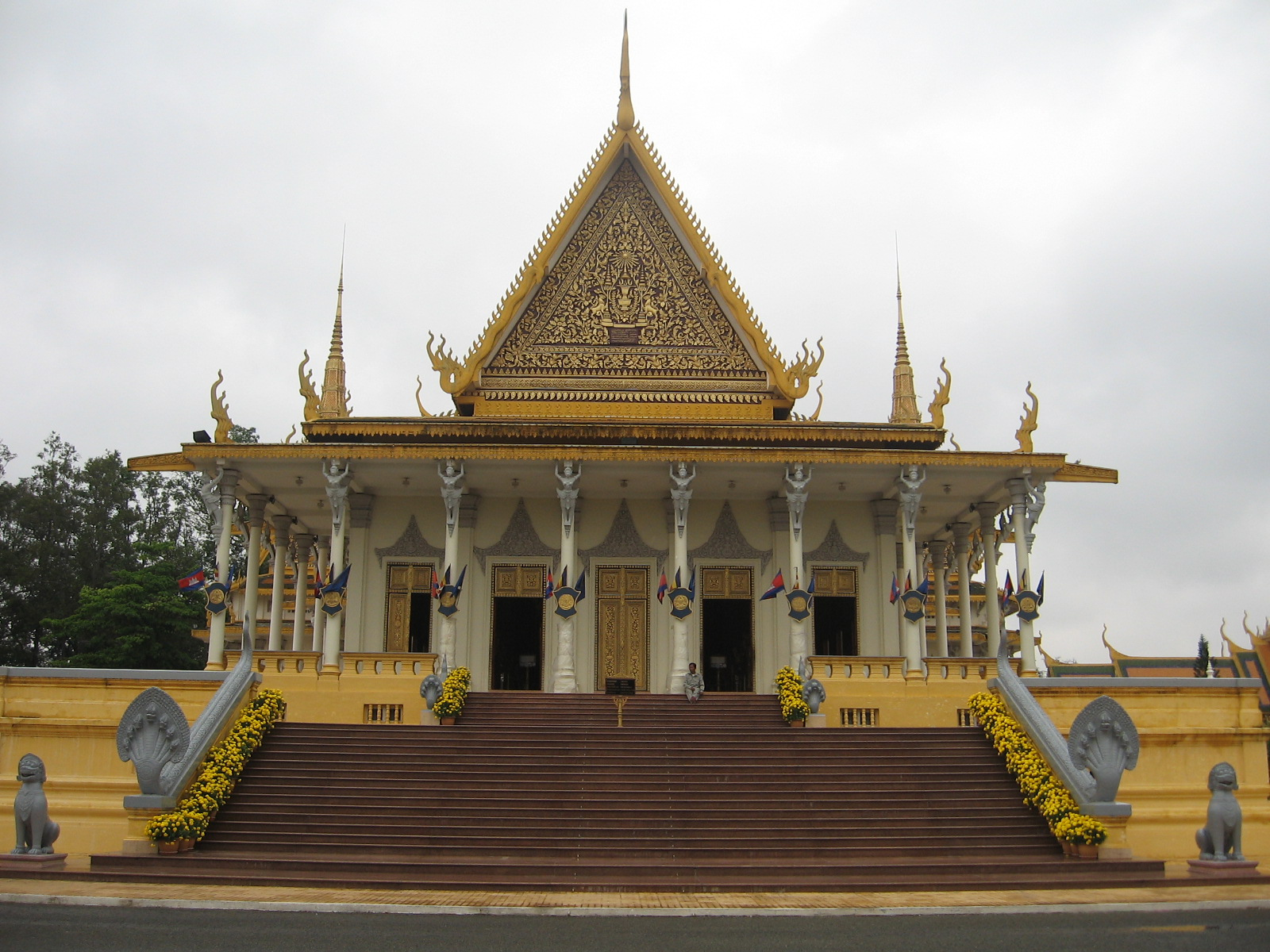
Phòng khánh tiết

Tiếng Khmer gọi là Preah Thineang Vinnichay có nghĩa là "Thánh vị phán xử". Phòng khánh tiết là nơi nhà vua cùng nội các thiết triều. Ngày nay Điện này được sử dụng để cử hành nghi lễ vương thất và tôn giáo như đăng quang, kết hôn vương thất và nơi nhà vua tiếp khách.
Phòng khánh tiết đã được xây dựng hai lần, lần đầu tiên được xây dựng bằng gỗ vào năm 1869-1870 dưới thời vua Norodom, công trình này bị phá bỏ năm 1915. Phòng khánh tiết ngày nay được xây dựng năm 1917 và được khánh thành năm 1919 bởi nhà vua Sisowath. Toà nhà có diện tích 30*60m, với đỉnh tháp cao 59m. Như tất cả các ngôi nhà và công trình xây dựng trong vương cung, Phòng khánh tiết có hướng đông và rực rỡ nhất vào buổi sáng. Ngai vàng (Reach Balaing) được đặt trang trọng chính giữa phòng. Chiếc ngai vàng này được sử dụng để làm lễ đăng quang cho các vị vua vào ngày đăng quang, lần cuối cùng dưới thời vua Sihanmoni vẫn chưa làm lễ đăng quang trên chiếc ngai vàng này. Trần có cấu trúc mái vòm trang trí họa tiết rực rỡ mô tả truyền thuyết Reamker (Sử thi Ramayana đã Khmer hóa).Đây được xem là một bức tranh khá độc đáo với cách vẽ trần và màu không phai theo thời gian.
Tòa nhà hình chữ thập được viền bằng 3 mái chóp. Ở trung tâm có mái chóp cao 59 m màu trắng, tượng Brahma. Phía trong có ngai vàng và 4 bức tượng bán thân của các vị vua trước đây. Cánh trái của tòa điện có một ngai vàng có hình dạng một cây kiệu cáng và một bức tượng đồng bằng người thật của Vua Sisowath trong biểu chương của vương thất.

### Sân khấu Chanchhaya
Khu sân khấu ngày nay là công trình đã được xây dựng lần hai, trước đó dưới thời vua Norodom đây là một công trình bằng gỗ. Năm 1913-1914, dưới thời vua Sisowath, công trình được tái xây dựng với cùng kiểu dáng thiết kế với công trình trước đó. Sân khấu Chanchhaya còn được gọi là sân khấu Ánh trăng. Mặt trước sân khấu hướng ra đường Sothearos. Sân khấu là nơi tổ chức các điệu múa cung đình, là khán đài để nhà vua diễn thuyết trước nhân dân và cũng là nơi tổ chức các sự kiện và những bữa tiệc lớn của vương thất. Năm 2004, nhân ngày quốc vương Norodom Sihamoni lên ngôi, khu sân khấu đã được sử dụng để tổ chức bữa tiệc lớn mừng tân quốc vương đăng quang.

### Hor Samran Phirun (Điện nghỉ yên tĩnh)

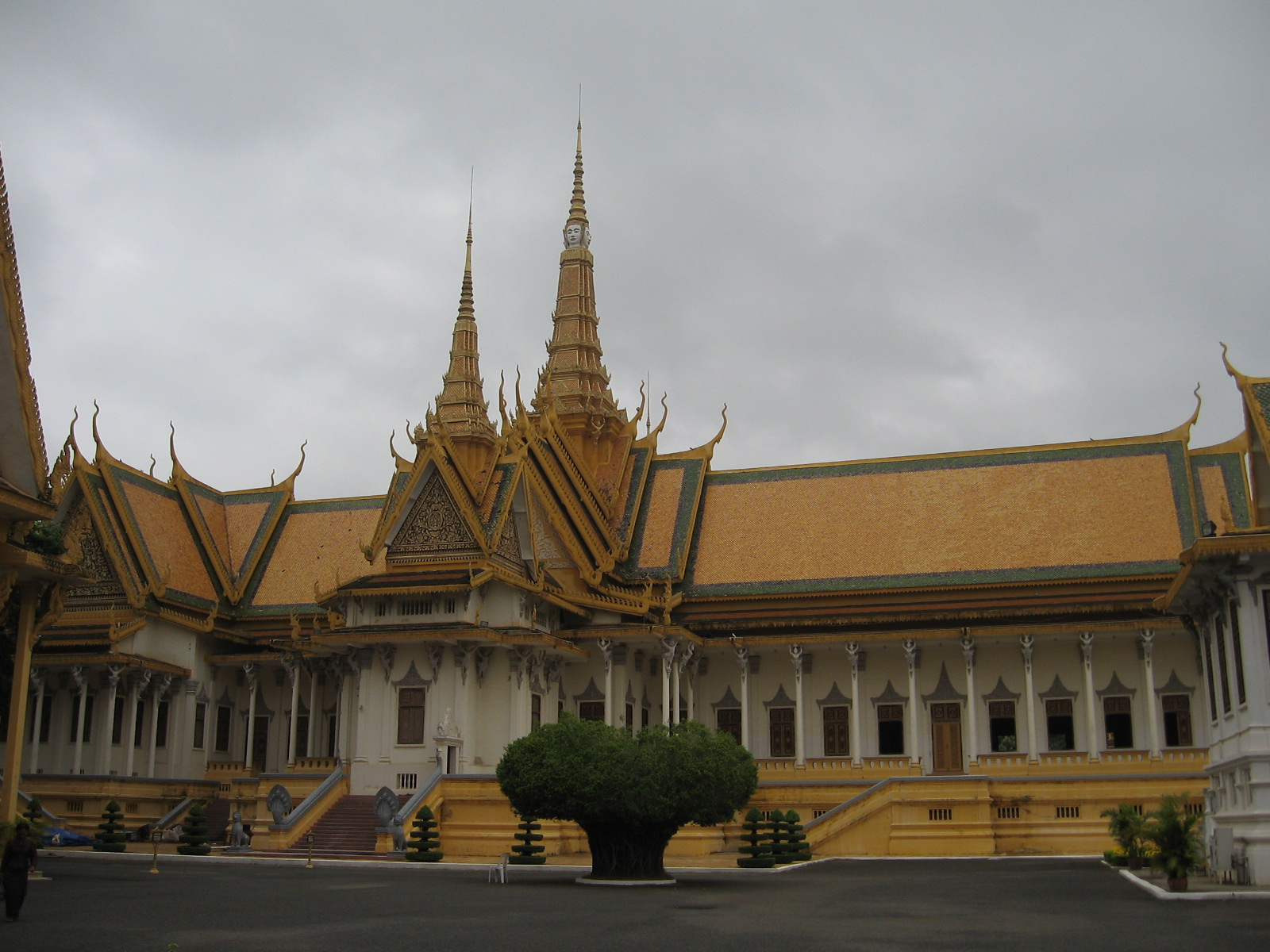
Công trình khác tại Vương cung

Là nơi nghỉ ngơi và thư giãn của vương cung, nơi mà nhà vua đợi để lên lưng voi trong các dịp rước lễ của vương thất, được xây dựng năm 1917, đây còn là nơi cất giữ nhạc cụ và các đạo cụ biểu diễn. Ngày nay, điện dùng để trưng bày vật kỷ niệm của những nhà lãnh đạo nước ngoài

### Hor Samrith Phimean (Cung điện đồng)
Được xây dựng năm 1917 và là nơi cất giữ những trang phục và vật tượng trưng của vương thất. Ngày nay tầng 1 của ngôi nhà dùng là nơi trưng bày những trang phục và biểu trưng vương thất. Hầu hết các trang phục của quốc vương, vương hậu, chén bát và các trang phục cung nữ trong suốt một tuần lễ cũng được trưng bày tại đây.

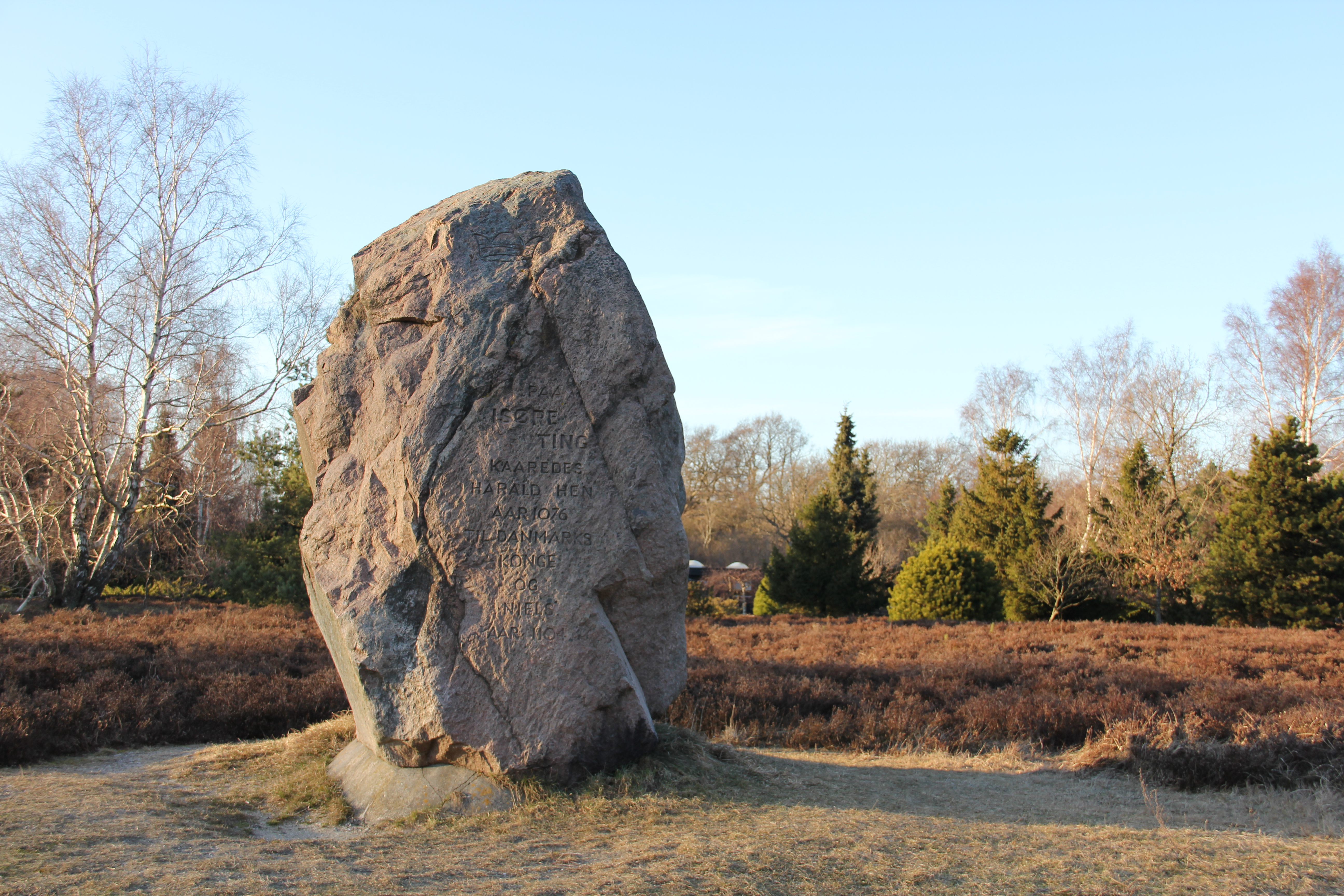
Tượng các cung nữ trong trang phục suốt một tuần trong cung điện Đồng

### ĐiệnNapoleon III

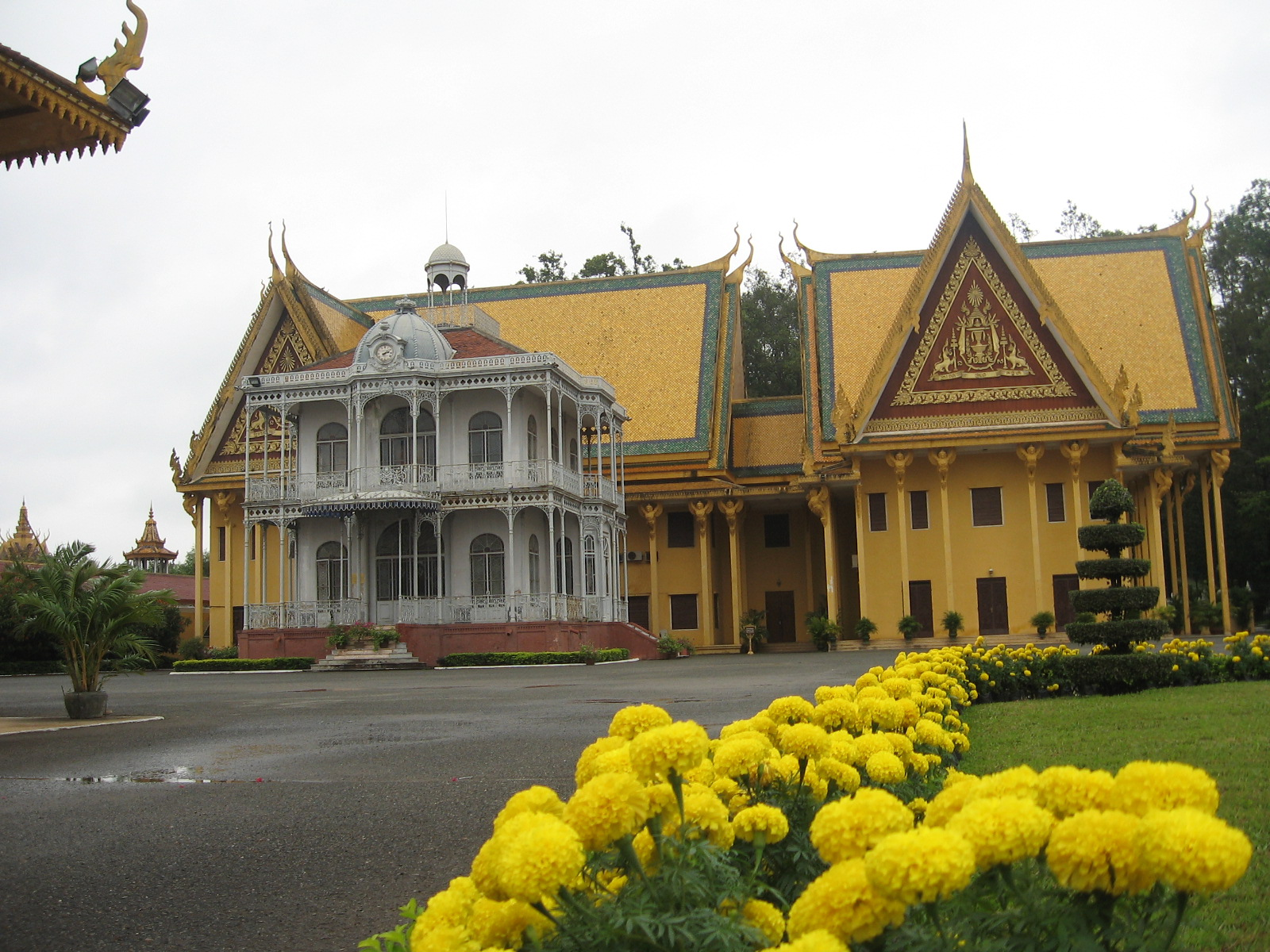
Điện Napoleon - kiến trúc châu Âu duy nhất trong Vương cung

Được xem là công trình khác biệt so với các công trình mang phong cách Khmer xung quanh. Ngôi điện trên thực tế là công trình xây dựng vĩnh cửu đầu tiên trong khu vực Vương cung, được xây dựng hoàn toàn bằng sắt. Nó là một công trình độc đáo dành cho nữ hoàng Eugenie nước Pháp, vợ vua Napoleon III, năm 1869 từng được sử dụng trong lễ khánh thành kênh đào Suez. Năm 1876, hoàng đế Napoleon III gửi tặng nhà vua Norodom.
Các biểu tượng vương thất với chữ "N" trên các cửa và các mặt của ngôi nhà để vinh danh Napoleon đã không cần phải đổi lại khi ngôi nhà được tặng cho nhà vua Norodom (tên của nhà vua cũng bắt đầu bằng chữ N). Ngôi nhà được trùng tu vào năm 1991 với sự trợ giúp tài chính từ chính phủ Pháp. Ngôi điện này ngày nay được sử dụng làm một bảo tàng nhỏ, trưng bày các bức ảnh và những sự kiện đáng nhớ của vương thất. Tuy nhiên, nó không được mở cửa cho du khách vào bên trong mà chỉ được chiêm ngưỡng bên ngoài. Chụp ảnh toàn cảnh ngôi điện đẹp nhất là vào buổi sáng sớm.

### Điện Phochani
Là một sân khấu rộng dùng vào mục đích biểu diễn nghệ thuật, công trình được khánh thành năm 1912 do các nghệ nhân làm mộc nổi tiếng ở làng Diệc, Hưng Hà, Thái Bình, Việt Nam thiết kế và xây dựng. Ngày nay được sử dụng làm nơi đón tiếp và hội nghị của vương thất.

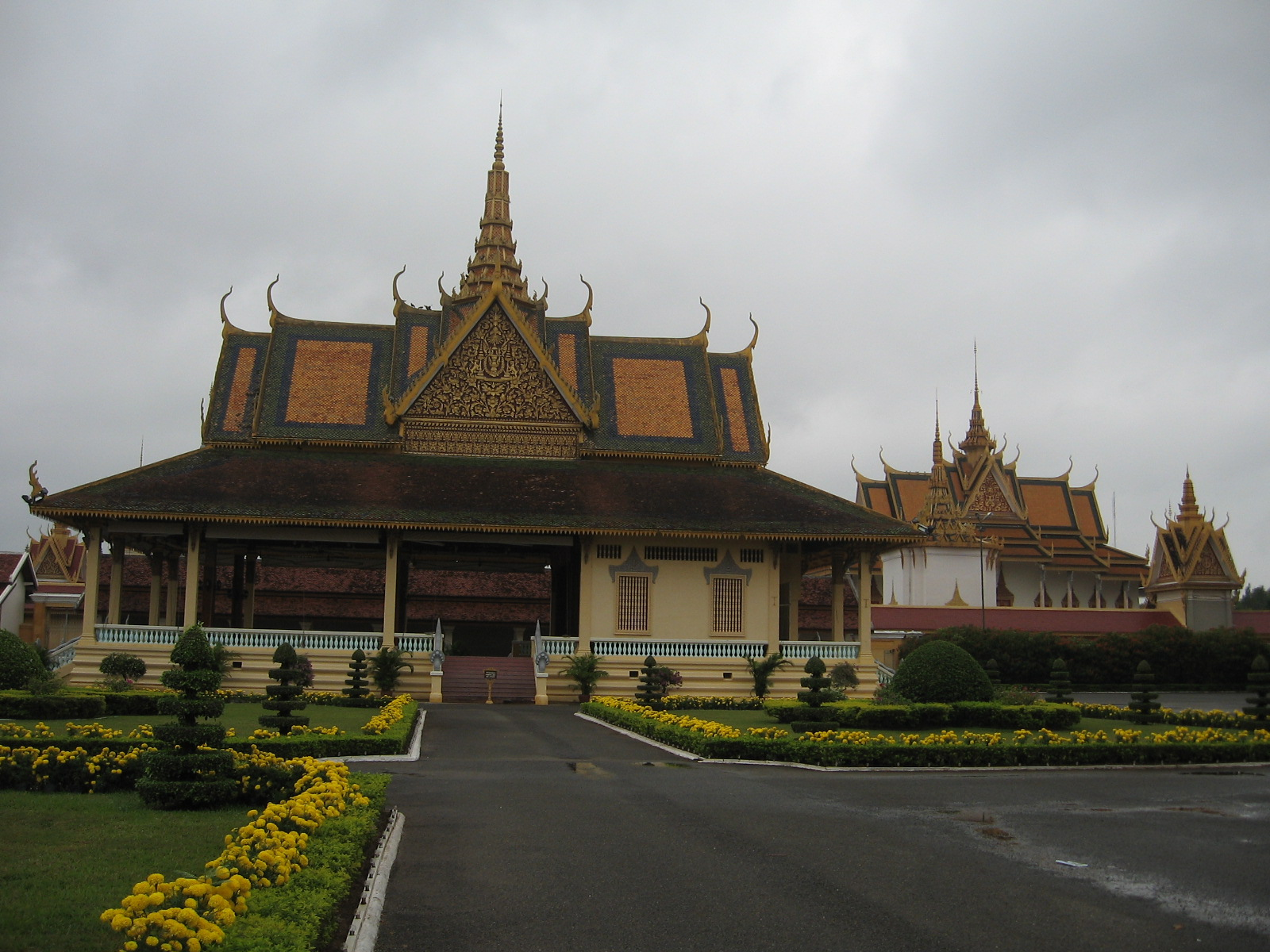
Cung điện Phochani - nơi biểu diễn các hoạt động nghệ thuật cung đình

### Damnak Chan
Ngày nay được sử dụng làm nơi làm việc của vương cung. Được xây dựng năm 1953 dành riêng cho Hội đồng cao cấp của nhà vua. Ngôi điện được sử dụng làm trụ sở của Bộ văn hoá trong những năm 1980 và Ủy ban cấp cao quốc gia Campuchia từ năm 1991- 1993. Damnak Chan thể hiện một số mặt không hợp lý của sự pha trộn phong cách nghệ thuật phương Tây và nghệ thuật truyền thống người Khmer. Sự pha trộn kiến trúc bất hợp lý thể hiện rõ ràng nhất là mái nhà mang phong cách kiến trúc Khmer nhưng tường bao quanh lại mang phong cách kiến trúc phương Tây. Điện không mở cửa cho du khách mà chỉ ngằm nhìn từ xa.

### Vườn Hoa
Có thể nói vườn hoa vương cung là tập hợp nhiều cây kiểng quý và đẹp mắt, vương cung thu hút khách tham quan cũng nhờ vào khu vực trồng hoa cảnh được chăm chút kỹ lưỡng. Ngay cửa ra vào có trồng rất nhiều cây Sala - một loại cây của Đức Phật Thích Ca Mâu Ni. Khu vực phía trong trồng rất nhiều cây bò cạp vàng và cây si trên trăm tuổi to lớn.

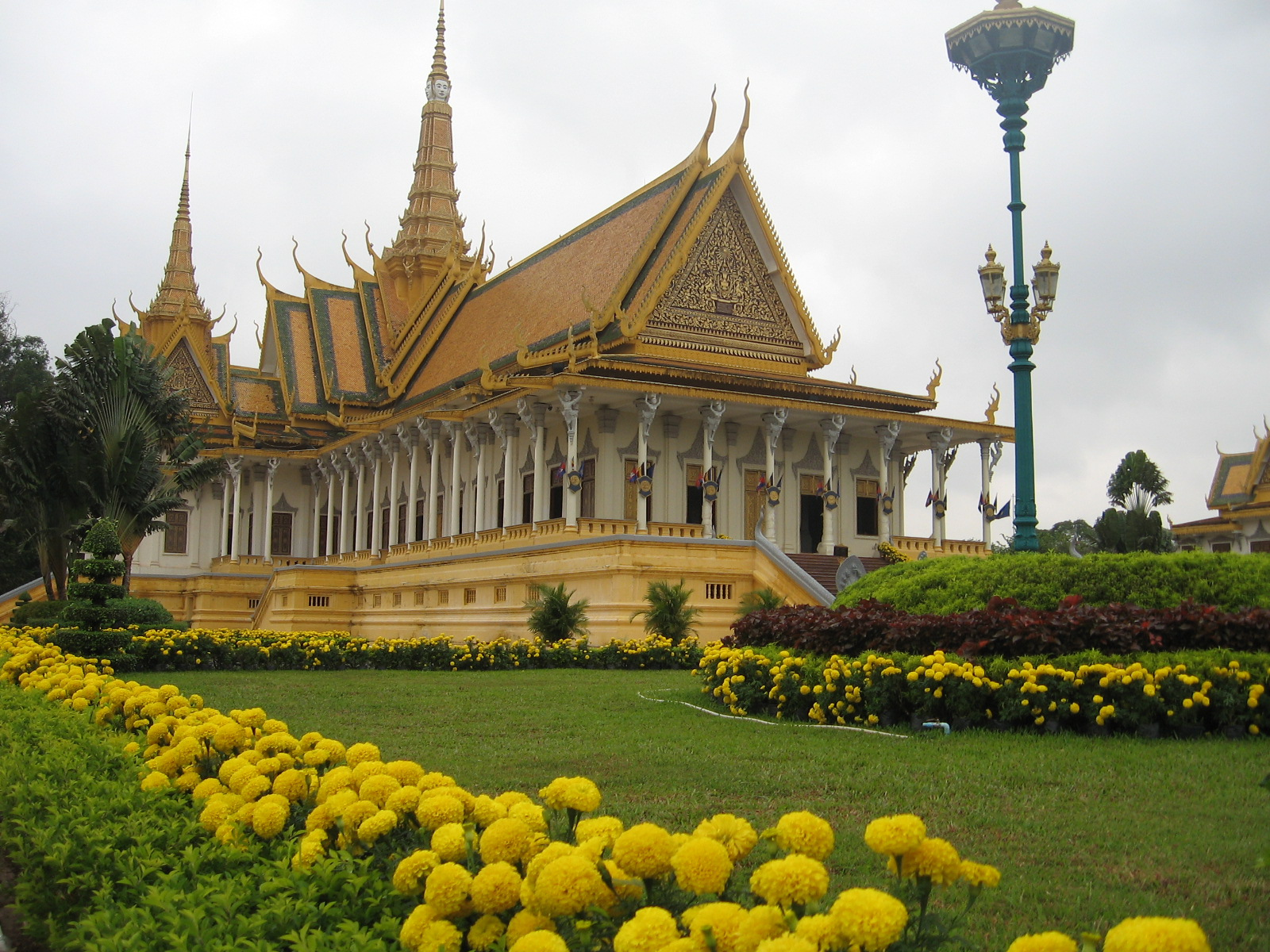
Hoa làm nên vẻ đẹp tuyệt vời cho vương cung

## Quy định tham quan
Cũng giống như một số nước khác, Vương cung Campuchia quy định khá nghiêm ngặt trong việc quy định đồng phục tham quan. Vương cung cấm mặc quần ngắn trên đầu gối, áo thun sát nách, hở hang, cấm mang theo súc vật, vũ khí và mang dép lê. Phòng khánh tiết và Chùa Bạc không được phép mang dép vào. Phòng khánh tiết không được ồn ào và cấm không chụp hình, quay phim.
Giá vé là 10 USD cho một người bao gồm bản đồ và sách hướng dẫn tham quan cho khu phức hợp Vương cung và Chùa Bạc.
Vương cung mở cửa hàng ngày từ 7:30-11:30/ 14:00-17:00. Toàn bộ khu Vương cung sẽ đóng cửa khi tổ chức các nghi thức ngoại giao hoặc ngày lễ truyền thống.